# 아폰수 3세 (포르투갈)
아폰수 3세(포르투갈어: Affonso, 갈리시아포르투갈어: Alfonso 또는 Alphonso, 라틴어: Alphonsus, 1210년 5월 5일 ~ 1279년 2월 16일)는 불로뉴 왕(o Bolonhês)이라는 별칭을 지닌 포르투갈의 왕이며, 1249년을 시작으로 '포르투갈과 알가르브의 왕'이라는 왕호를 사용한 최초 인물이다. 아폰수 2세와 그의 아내 카스티야의 우라카 사이에서 태어난 차남이며 1248년 1월 4일에 죽은 형제 산슈 2세의 뒤를 이어 왕위에 올랐다.

## 어린 시절
아폰수는 코임브라에서 태어났다. 국왕 아폰수 2세의 차남이었던 그는 왕위를 상속받을 것이라는 기대를 하지 않았는데, 왕위는 그의 형인  산슈가 이어받기로 되어 있었다.
그는 대부분을 프랑스에서 보냈으며, 이곳에서 그는 1238년에 불로뉴 여백작 마틸드 2세와 혼인하였고 이에 따라 불로뉴, 모르탕, 오말, 다마르탱에서 명예직(Jure uxoris) 백작이 되었다.

## 재위
1246년, 그의 형인 국왕과 교회 간의 분쟁은 억누를 수 없게 되었다. 1247년에, 교황 인노첸시오 7세는 산슈 2세의 왕위를 박탈하고 불로뉴 백작으로 대체할 것을 명령하였다. 당연히, 아폰수는 교황의 명령을 거부하지 않았고 이후에 포르투갈로에 진격하였다. 산슈가 인기있는 왕이 아니었기에 교황의 명령은 시행하기 어렵지 않았고, 그는 카스티야의 톨레도로 도피하여, 그곳에서 1248년 1월 4일에 사망했다. 그의 형제가 죽고 대관식을 치르기 전까지, 아폰수는 포르투갈 왕국의 순찰자, 책임자, 수호자 (Visitador, Curador e Defensor do Reino)라는 칭호를 유지했다.
왕위 계승을 위해 아폰수는 1248년에 불로뉴 백작령에 대한 권한을 포기하였다. 1253년에, 그는 카스티야의 알폰소 10세와 마요르 기옌 데 구스만 사이에서 태어난 서자 카스티야의 베아트리스와 혼인하기 위해 마틸드와 이혼했다.
형과 같은 실수를 저지르지 않기로 결심한 아폰수 3세는 상인들과 소규모 지주들로 이뤄진 중산계층이 하는 말에 특별한 관심을 두었다. 1254년 레이리아에서, 그는 귀족, 중산층, 모든 지역 사회의 대표자들로 구성되는 대의회인 최초의 '코르트스' 소집을 하였다. 그는 또한 상류층들이 인구의 취약 계층을 괴롭히는 것을 제한시키기 위한 법률을 제정하기도 하였다. 뛰어난 행정관으로서도 기억되는 아폰수 3세는 몇몇 취락들을 세우고, 여러 곳에 도시 지위를 부여하였으며, 공공 행정 체계를 개편하였다.
아폰수는 이 시기 유래 없는 시각을 보이기도 하였다. 그의 재위 기간 시행된 진보적 조치들에는 귀족과 성직 계층을 제외한 일반인들의 대표자들을 행정에 포함시킨 것, 만연한 체포를 끝내어 이후로 모든 체포 행위는 구금 조치를 결정하기 위해 먼저 판사에게 출석해야 했으며, 화폐 가치를 떨어트리기보다는 무역 계층들에 대한 특별세 및 교회에 대한 직접 과세 협상을 통한 국가 재정 개혁 등이 있었다. 이 조치들은 그의 죽음을 촉진했을 것으로 보이는 교황령으로부터 그의 파문을 이끌어내고, 그의 아들 디니스가 겨우 18살이라는 나이에 이른 즉위를 하게 만들었다.
왕위를 사수하기 위해, 아폰수 3세는 여전히 남쪽에서 번성하던 무슬림 지역들과의 전쟁을 벌였다. 그의 재위 때 파루가 함락되며 알가르브가 왕국의 일부가 되었다.

### 말년과 죽음
무어인들과의 전쟁에서 승리를 거둔 뒤, 아폰수 3세는 카스티야와 국경에 관한 정치적 상황을 처리해야만 했다. 카스티야는 새롭게 획득한 영토인 알가르브가 포르투갈이 아닌 자신들의 것이라 여겼고, 이는 두 왕국 간의 계속된 전쟁으로 이어졌다. 마침내, 1267년에, 바다호스 조약 (1267년)이 바다호스에서 체결되어, 포르투갈과 카스티야 사이의 남쪽 국경을 과디아나강으로 결정하였으며, 이는 현재까지도 이어졌다.
아폰수는 68세에 알코바사 또는 코임브라, 리스보아에서 사망했다.

## 혼인과 후손
아폰수의 첫 아내는 다마르탱 백작 르노와 불로뉴 여백작 이다의 딸인 불로뉴 여백작 마틸드 2세였다. 둘 사이에 장성한 자녀는 없었다.  그는 1253년에 마틸드와 이혼하고, 같은 해에 카스티야 국왕 알폰소 10세와 마요르 기옌 데 구스만의 서자 카스티야의 베아트리스와 혼인했다.
| 이름                                               | 출생             | 사망              | 참고 |
| -------------------------------------------------- | ---------------- | ----------------- | --- |
| 불로뉴의 마틸드 2세 (1202년경–1262년. 1239년 혼인) |                  |                   | |
| 카스티야의 베아트리스 (1242년–1303년. 1253년 혼인) |                  |                   | |
| 브랑카                                             | 1259년 2월 25일  | 1321년 4월 17일   | 라스 우엘가스의 영주 |
| 페르난두                                           | 1260년           | 1262년            | |
| 디니스                                             | 1261년 10월 9일  | 1325년 1월 7일    | 제6대 포르투갈 국왕 디니스로 즉위. 아라곤의 인판타 이사벨과 혼인                                                                      |
| 아폰수                                             | 1263년 2월 8일   | 1312년 11월 2일   | 포르탈레그르의 영주. 카스티야의 비올란테 마누엘 (카스티야의 마누엘의 딸)과 혼인.                                                      |
| 산샤                                               | 1264년 2월 2일   | 1302년경          | |
| 마리아                                             | 1264년 11월 21일 | 1304년 6월 6일    | 코임브라의 성 요한 수도원 수녀. |
| 콘스탄사                                           | 1266년           | 1271년            | |
| 1268년                                             | 1271년           |                   | |
| 마드라가나 (모르 아폰수) (1230년경-?)              |                  |                   | |
| 마르팅 아폰수 시쇼후                               | 1250년경         | a. 1313년         | 친아들. 이네스 로렌수 드 발라드르스와 혼인.                                                                                           |
| 우라카 아폰수                                      | 1260년경         | ?                 | 친딸. 두 차례 혼인함: D. Pedro Anes de Riba Vizela와 초혼, João Mendes de Briteiros와 재혼                                            |
| 마리아 페르스 드 인샤라 (?-?)                      |                  |                   | |
| 아폰수 디니스                                      | 1260년경         | a. 1310           | 친아들. 소자 가문의 여식 D. Maria Pais Ribeira와 혼인.                                                                                |
| 그 외 자녀                                         |                  |                   | |
| 레오노르 아폰수                                    | 1250년경         | 1291              | 친딸. 두 차례 혼인함: D. Estevão Anes de Sousa와 초혼 (자녀는 없었음), 네이바 백작 D. Gonçalo Garcia de Sousa와 재혼 (자녀는 없었음). |
| 질 아폰수                                          | 1250년           | 1346년 12월 31일  | 친아들. 구호기사단원. |
| 페르난두 아폰수                                    | ?                | ?                 | 친아들. 구호기사단원. |
| 호드리구 아폰수 드 산타렝                          | 1258년           | 1272년 5월 12일경 | 친아들. 산타렝의 수도원장. |
| 레오노르 아폰수 (수녀)                             | ?                | 1259년            | 친딸. 산타렝의 산타 클라라 대수도원의 수녀.                                                                                           |
| 우라카 아폰수                                      | 1250년           | 1281년 11월 4일   | 친딸. 로르방의 수도원 수녀. |
| 엔히크 아폰수                                      | ?                | ?                 | 친아들. 이네스라는 여인과 혼인 (성은 안 알려짐).                                                                                      |